# Magali Lacroix
Pour les articles homonymes, voir Lacroix.
Magali Lacroix, née le 22 avril 1975 à Paris, est une joueuse de basket-ball française qui évolue au poste d'ailier fort.

## Biographie
Magali Lacroix a passé huit saisons à Aix, étant même capitaine de l'équipe. C'est l'une des joueuses les plus expérimentées de la LFB.
Joueuse de base d'Aldo Corno à Challes, elle rejoint pour 2011-2012 l'équipe de Charleville, mais quitte le club dès fin décembre. Depuis sa reconversion d'entraîneurs elle coach les équipes de Rousset.

## Palmarès

### Clubs
- Avant 1998: Stade Clermontois
- 1998-2001: USO Mondeville
- 2001-2004: Aix-en-Provence
- 2004-2005: COB Calais
- 2005-2009: Aix-en-Provence
- 2009-2011: Challes-les-Eaux Basket
- 2011-2011: Flammes Carolo basket

### Palmarès[5]
- Vainqueur de la Coupe FIBA Europe en 2003
- Vainqueur de la Coupe de France en 1999
- Championne de France de N1B en 1993
- Championne de France Universitaire en 1997